# Roberto di Courtenay (arcivescovo)
Roberto di Courtenay (... – 2 marzo 1324) è stato un arcivescovo cattolico francese.

## Biografia
Figlio di Guglielmo di Courtenay, signore di Champignelles, e di sua moglie Margherita di Chalon, rinunciò ai suoi diritti di primogenitura per abbracciare lo stato ecclesiastico; fu canonico del capitolo metropolitano e poi, dal 10 aprile 1299, arcivescovo di Reims.
Presiedette al matrimonio tra Edoardo, principe di Galles, e Isabella di Francia. Consacrò e incoronò tre re di Francia: Luigi X, Filippo V e Carlo IV.
Tenne un concilio a Compiegne nel 1304 e poi, nel 1316, uno a Senlis, in cui Pietro di Latilly, vescovo di Châlons, fu assolto dall'accusa di aver ucciso il suo predecessore, Giovanni di Châteauvillain.
Nel suo testamento del 1314 si definì "umile cappellano della Vergine"; morì nel 1324 e fu sepolto il 3 marzo dello stesso anno presso l'altare maggiore della cattedrale di Reims, accanto a suo zio Giovanni.